# Phaedyma heliopolis
Phaedyma heliopolis är en fjärilsart som beskrevs av Felder 1867. Phaedyma heliopolis ingår i släktet Phaedyma och familjen praktfjärilar. Inga underarter finns listade i Catalogue of Life.